# Peter Gundelach
Peter Gundelach (født 26. december 1946 i København) er en dansk professor emeritus i sociologi på Københavns Universitet.
Han blev magister i sociologi fra Københavns Universitet i 1972. Efter konferensen var Peter Gundelach i mange år ansat på Aarhus Universitet, senest som lektor. Gundelach blev professor på Københavns Universitet i 1994, da sociologi som studium blev genoprettet. Han sidder desuden i bestyrelsen for foreningen Dansk Surveyselskab, der er en tværvidenskabelig forening, hvis formål er at diskutere og fremme kvantitativ forskning med brug af surveys, dvs. spørgeskemaer.
Gundelach har brugt en stor del af sin forskningskarriere på at undersøge og kortlægge danskernes værdier gennem tiden. Han har været involveret i Den Danske Værdiundersøgelse og været redaktør på projektets publikationer i 1992, 2002, 2004 og 2011. Derudover har han bidraget i samfundsdebatten ofte med udgangspunkt i egen forskning om netop værdier.
Peter Gundelach har forfattet og redigeret en række sociologiske bøger om teori og metode. Inden for metodelitteraturen har Gundelach bidraget til blandt andet Simpel tabelanalyse fra 2013, Mixed methods-forskning : principper og praksis fra 2014 samt Survey fra 2017, og inden for den teoretiske og tematiske litteratur har Gundelach blandt andet bidraget til Organisationskultur og ledelse i det offentlige fra 1993, Ind i sociologien : en grundbog fra 1998 samt Klimaets sociale tilstand fra 2012.